# Dreifarbenstärling

Grün: Ganzjahresgebiet
Rote Punkte: Brutgebiet

Der Dreifarbenstärling (Agelaius tricolor) ist eine in Nordamerika vorkommende Singvogelart aus der Familie der
Stärlinge (Icteridae).

## Beschreibung

### Aussehen
Dreifarbenstärlinge erreichen im Durchschnitt eine Gesamtlänge von 22,3 Zentimetern bei den Männchen und von 18,5 Zentimetern bei den Weibchen. Das Gewicht beträgt 60,0 bis 79,0 Gramm bei den Männchen und 46,0 bis 54,5 Gramm bei den Weibchen. Zwischen den Geschlechtern besteht ein deutlicher Sexualdimorphismus.  Die Männchen sind insgesamt glänzend schwarz gefärbt und zeigen zuweilen einen leicht bläulichen Schimmer. Arttypisch sind die übereinander liegenden roten und rein weißen Streifen auf den Armdecken. Dadurch unterscheiden sie sich von dem ähnlichen Rotflügelstärling (Agelaius phoeniceus), bei dem der helle Streifen eine schmutzig weiße bis gelbliche Färbung hat. Weibliche Dreifarbenstärlinge sind nahezu zeichnungslos gleichmäßig schwarzgrau gefärbt. Lediglich die Kehle ist grauweiß. Die Iris ist bei beiden Geschlechtern dunkelbraun. Beine, Füße und Schnabel sind schwarz.

### Lautäußerungen
Der Gesang des Männchens besteht aus einer harten, wenig musikalischen Tonabfolge, die wie ein Knurren klingt.

## Verbreitung und Lebensraum
Das ganzjährig besiedelte Verbreitungsgebiet umfasst einen schmalen Streifen im Westen Kaliforniens bis in den Norden von Baja California. Eng begrenzte, einzeln liegende Brutgebiete befinden sich außerdem in den US-Bundesstaaten Washington, Oregon und Nevada. Der ursprüngliche Lebensraum der Art sind Sümpfe mit Rohrkolben- (Typha) oder Simsenbewuchs (Scirpus).  Neuerdings ist sie auch auf Weiden, Reisfeldern und anderen bewässerten landwirtschaftlichen Flächen anzutreffen und kommt in Höhenlagen bis zu 1300 Metern vor.

## Lebensweise
Die Vögel leben in sehr großen Kolonien zusammen. Sie sind überwiegend monogam. Zuweilen begatten die Männchen aber bis zu vier Weibchen. Dreifarbenstärlinge ernähren sich von Insekten und Samen, unter anderem auch von Reis.
Das Nest wird ab März von den Weibchen tassenförmig aus Gräsern gebaut und mit einer feinen Schlammschicht überzogen. Es wird bevorzugt in Weiden- (Salix) oder Rubusbüschen in Höhen bis zu drei Metern platziert. Das Gelege besteht in der Regel aus vier Eiern. Diese haben eine blasse blaugrüne Farbe und sind mit einigen kleinen schwarzen Flecken und Linien versehen. Sie werden innerhalb von 11 bis 12 Tagen ausgebrütet. Die Weibchen füttern die Nestlinge, die nach 12 bis 13 Tagen ausfliegen und danach vom Männchen versorgt werden. Eine zweite Brut erfolgt nur gelegentlich im Herbst. Als Brutparasit tritt zuweilen der Rotaugenkuhstärling (Molothrus aeneus) auf.

## Gefährdung und Schutz
Die Bestandssituation des Dreifarbenstärling wurde 2016 in der Roten Liste gefährdeter Arten der IUCN als „Endangered (EN)“ = „stark gefährdet“ eingestuft.
Im Jahr 1934 wurde seine Anzahl auf 700.000 Tiere geschätzt. Die Art wurde bis in die 1960er Jahre als Agrarschädling betrachtet und in großer Anzahl vergiftet. Dadurch sowie durch den Verlust an Lebensraum durch landwirtschaftliche Nutzung mit dem Einsatz von Pestiziden ergab sich der folgende drastische Rückgang der Individuenzahl in Kalifornien:
- 1994: 370.000
- 1997: 233.000
- 2000: 162.000

Nachdem ein Schutzprogramm beschlossen wurde, erholte sich der Bestand wieder und wurde im Jahr 2005 mit 257.000 sowie 2010 mit 395.000 Individuen angegeben.